# HLA
HLA, från engelskans human leukocyte antigen, ibland kallad transplantationsantigen, är människans histokompatibilitetskomplex (MHC) och nedärvs på kromosom 6. HLA är en molekyl som finns på cellytan hos alla celler med cellkärna i människokroppen som möjliggör identifiering av immunsystemet och presenterar där antigen för T-celler.  
Cellerna i en organism har en markör på sin yta som gör att de kan känna igen varandra som samma organism. Detta är klass I MHC. De röda blodkropparna är de enda av alla celler i kroppen som inte har klass I MHC, utan de har mindre markörer istället som kallas för agglutinogener.
Klass II MHC finns på ytan av så kallade “professionella” antigenpresenterande celler (APC) som t.ex. dendritiska celler, aktiverade B-lymfocyter och makrofager. Antigenpresenterande celler är celler som presenterar ett antigen för andra celler, vilket då leder till att den cellen aktiveras. 
Inom genetiken är HLA snarare en beteckning för motsvarande grupp av gener, men vi talar om HLA-systemet vilket är lokaliserat på den korta armen av kromosom 6.
HLA påverkar förekomsten av vissa sjukdomar, som psoriasis, sjukdomar som beror på autoantikroppar och immunologiska sjukdomar. De flesta av dessa antigener är polypeptider och de andra glykoproteiner.
Mutationer i HLA gener kan vara kopplade till autoimmuna sjukdomar som t.ex. diabetes typ 1 och celiaki. HLA systemet är också känt som den mänskliga versionen av MHC som man kan hitta i många djur.

## Funktion
Dess funktion är att presentera slumpmässigt producerade och utvalda peptider för immunförsvarets celler. Immunförsvaret läser kontinuerligt av alla HLA-komplex som existerar i kroppen och vid upptäckt av främmande antigen bundet till en HLA-molekyl initieras ett immunsvar.
HLA-kodade proteiner är proteiner som är arrangerade på den yttre ytan av celler och är dessutom unik för personen. Immunsystemet använder HLA för att skilja mellan självceller och icke-självceller. Varje cell med ett modifierat HLA, eller som inte visar sig ha HLA MHC klass I, ses som en inkräktare eller som en virusinfekterad cell och kommer direkt att elimineras av NK-celler (Natural Killers, leukocyter som är specialiserade på celligenkänning). HLA, som ett komplex av gener, är också ärftligt, vilket betyder att vissa mutationer kan leda till allvarliga autoimmuna sjukdomar som även kan överföras till avkomman till den person med mutationen.
När en okänd patogen, vilket är något som kan orsaka sjukdom, kommer in i kroppen absorberar specifika celler kallade antigenpresenterande celler eller (APC), patogenen genom en speciell process som heter fagocytos. Proteinerna från patogenen smälts till små bitar (peptider) och laddas på HLA-antigener, vilka specifikt är MHC klass II. De presenteras sen av de antigenpresenterande cellerna till T-celler vilka sedan producerar en massa olika effekter där celler interagerar med varandra för att eliminera patogenen.
Genom en liknande process presenteras proteiner som vanligtvis skapas inuti celler också för HLA-antigener (MHC klass I) på cellytan. Denna process kallas för korspresentation.
En forskare har beskrivit detta målande som att ytmolekylen/HLA-molekylen ("brödet") håller fram proteinbiten ("varmkorven") för T-cellerna.

## Typer av HLA
HLA klass I finns på alla celler som har en cellkärna och finns i plasmamembranet. De presenterar peptider inifrån cellen, till exempel delar av virus. Dessa innefattar:
- HLA-A
- HLA-B
- HLA-C

HLA klass II finns på ytan enbart hos antigenpresenterande celler. De presenterar peptider från nedbrutna främmande organismer. Dessa innefattar:
- HLA-D

HLA-generna räknas till de mest genetiskt polymorfa regioner i arvsmassan som existerar, vilket innebär att i populationen finns en stor variation av olika typer av HLA. Vid transplantation är det nödvändigt att donator och mottagare har en så lik uppsättning HLA-gener som möjligt, vilket annars leder till avstötning av det transplanterade organet.